# Soledad Miranda
Soledad Rendón Bueno (9 de julho de 1943 – 18 de agosto de 1970), mais conhecida por Soledad Miranda ou Susann Korda , foi uma atriz espanhola, nascida em Sevilha filha de pais portugueses de etnia cigana.

## Percurso
Soledad Miranda foi musa do famoso realizador espanhol Jesus Franco que a descobriu quando tinha apenas 16 anos (num papel não creditado, no musical "Mariquita, la Reina del Tabarín", de 1960).
O primeiro filme em que participou foi "La Bella Mimí", em 1960.
Em 1964 participou no filme português "A Canção da Saudade", de Henrique Campos. Casou-se com José Manuel Simões, um jovem piloto de automóveis português, com quem teve um filho. Entre 1964 e 1965 gravou dois discos para a etiqueta Belter.
Vivia em Lisboa, onde faleceu num acidente de viação, em 1970.
Soledad atuou em cerca de 30 filmes entre 1960 e 1970. Infelizmente, só se tornou um mito na Espanha (e no mundo) após a sua morte.

## Síntese

### Musicais
Em 1964, Soledad participa em três co-produções luso-espanholas rodadas em Portugal, duas das quais eram comédias musicais - com a participação de Victor Gomes e do seu grupo "Os Gatos Negros" - apesar de terem a mesma história e elenco tinham variações pois destinavam-se a cada um dos países ibéricos, sendo a versão espanhola “Los gatos negros” realizada por José Luis Monter e a versão portuguesa “A Canção da Saudade” realizada por Henrique Campos.
José Manuel Simões, que viria a casar pouco depois com Soledad, participou igualmente nos três filmes (além das duas comédias musicais, a curta-metragem "Um dia em Lisboa", a qual foi dirigida pelo diretor de fotografia dos filmes anteriores).

### Retorno ao cinema
Participou em vários filmes de Jess Franco, Taís como Count Dracula e Vampyros Lesbos. 

#### El Conde Drácula
Voltou ao cinema a convite de Franco, em "El Conde Drácula", de 1969, tendo adotado o nome artístico de Susann Korda para preservar a sua vida privada.
Christopher Lee vive no filme, pela enésima vez, o papel do conde. Desta vez porém, como em todos os filmes de Franco, o orçamento era quase nulo e não havia a sumptuosidade das produções da Hammer que imortalizaram Lee como Drácula (e que já eram baratas, mas comparadas às de Franco eram superproduções). Depois de chupar o sangue de Soledad no filme, Lee, que já mordera mais pescoços em sua carreira do que era capaz de lembrar, confidenciou a Franco:
"Eu já fiz essa cena inúmeras vezes, mas esta mulher está me dando algo que nenhuma atriz jamais me deu".
Franco dirigiu mais seis filmes com Soledad. Quem conhece alguma coisa da vasta obra do cineasta espanhol sabe que ele é, ao mesmo tempo, o melhor e o pior cineasta de horror europeu. Quando está inspirado, é sublime. Quando não está, é sofrível. Sequências boas e ruins são frequentes num mesmo filme.

#### Vampyros Lesbos
"Eugénie", "Vampyros Lesbos" e "Sie Tötete in Ekstase" são os três melhores filmes que ele dirigiu com Soledad. Mas mesmo os piores são redimidos pela presença da actriz. Quando "Vampyros Lesbos" estreou em Berlim, em 1971, fez um grande sucesso. Não tanto pelo filme, que é ótimo, mas por Soledad. Franco foi visitá-la em Lisboa, onde ela morava. Levou consigo um produtor alemão, que ofereceu a Soledad um contrato de dois anos para atuar em produções de maior orçamento.

### Morte trágica
No dia seguinte, enquanto o contrato estava sendo redigido na Alemanha, Soledad Miranda sofreu um acidente de carro no Estoril. Morreu aos 27 anos. Franco nunca mais recuperou da morte da sua musa. Assim como fez Alfred Hitchcock ao perder Grace Kelly para a realeza, Franco procurou em outras atrizes a reencarnação de Soledad. Em "Les Avaleuses", de 1973, Franco elegeu Lina Romay como substituta oficial. O maior elogio que Franco faz a Romay, porém, é dizer que em alguns momentos ela se transfigurava em Soledad Miranda. Está sepultada num ossário do Cemitério do Lumiar, em Lisboa.

## Filmes
- La bella Mimí (1960) — Primeira bailarina
- La reina del Tabarín (1960) — Duquesa
- Ursus (1960) — Fillide
- Canción de cuna (1961) — Teresa
- The Castilian (1962) — Maria Estevez
- Eva 63 (1963) — Soledad
- Pyro (1963) — Liz Frade
- Cuatro bodas y pico (1963)
- Bochorno (1963)
- Las hijas de Helena (1963) — Mari Pó
- A canção da Saudade/Los gatos negros (1964) — Babá
- Un día en Lisboa (1964) - ela própria
- Fin de semana (1964)
- Playa de Formentor (1964)
- Currito de la Cruz (1965) — Rocío
- Sound of Horror (1965) — Maria
- La familia y uno más (1965) — Patricia
- Es mi hombre! (1966) — Leonor Jiménez
- Sugar Colt (1966) — Josefa
- Cervantes (1966) — Nessa
- 100 Rifles (1969) — rapariga no Hotel
- Estudio amueblado 2-P (1969) — Maribel
- Soltera y madre en la vida (1969) — Paloma
- Lola la piconera (1969) — Rosarillo
- Count Dracula (1970) — Lucy Westenra
- Cuadecuc/Vampir (1970) — ela própria
- Nightmares Come at Night (1970) — Vizinha da namorada
- Sex Charade (1970) — Anna
- Eugénie de Sade (1970) — Eugénie de Franval
- Vampyros Lesbos (1970) — Condessa Nadine Carody
- She Killed in Ecstasy (1970) — Sra. Johnson
- The Devil Came from Akasava (1970) — Jane Morgan
- Juliette (1970, não terminado) — Juliette

## Discografia
- Soledad Miranda — Belter 51.451 (1964)
- Soledad Miranda — Belter 51.598 (1965)